# Helena Vladimirovna van Rusland

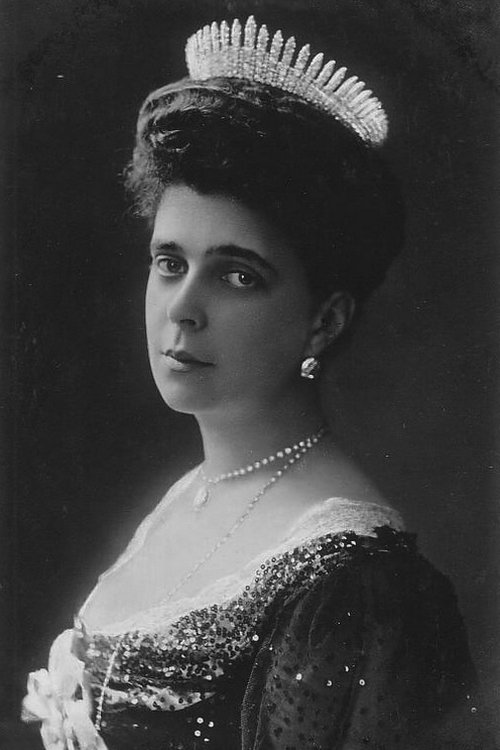
Helena Vladimirovna van Rusland

Helena Vladimirovna Romanova (Russisch: Елена Владимировна Романова, Elena Vladimirovna Romanova) (Tsarskoje Selo, 17 januari 1882 — Athene, 13 maart 1957), grootvorstin van Rusland, prinses van Griekenland en Denemarken, was de enige dochter en jongste kind van Vladimir Aleksandrovitsj van Rusland en Marie van Mecklenburg-Schwerin. Ze trouwde met prins Nicolaas van Griekenland en Denemarken.
Helena’s vader was het vijfde kind van tsaar Alexander II en diens echtgenote Maria Aleksandrovna. Helena’s moeder was de dochter van groothertog Frederik Frans II van Mecklenburg-Schwerin.
Helena trouwde op 29 augustus 1902 te Tsarskoje Selo met Prins Nicolaas van Griekenland en Denemarken, de derde zoon van koning George I van Griekenland en Olga Konstantinovna van Rusland. Ze kregen drie dochters:
- Olga (11 juni 1903 – 16 oktober 1997), gehuwd met Paul van Joegoslavië
- Elisabeth (24 mei 1904 – 11 januari 1955), gehuwd met graaf Karel Theodoor zu Törring-Jettenbach, een kleinzoon van Karel Theodoor in Beieren
- Marina (13 december 1906 – 27 augustus 1968), gehuwd met George van Kent

De revoluties in Rusland en de onrust in Griekenland dwongen het gezin aanvankelijk naar ballingschap in Frankrijk voordat ze in 1936 naar Griekenland konden terugkeren. Ze stierf in 1957 op 75-jarige leeftijd en werd begraven op de koninklijke begraafplaats bij het paleis van Tatoi te Dekeleia.